# Sugarcreek (Pensilvania)
Sugarcreek es un borough ubicado en el condado de Venango en el estado estadounidense de Pensilvania. En el año 2000 tenía una población de 5.331 habitantes y una densidad poblacional de 55.1 personas por km².

## Geografía
Sugarcreek se encuentra ubicado en las coordenadas 41°25′16″N 79°49′08″O / 41.42111, -79.81889. Según la Oficina del Censo de los Estados Unidos, la ciudad tiene una superficie total de 37.9 millas cuadradas (98 km²), de los cuales, 37.4 millas cuadradas (97 km²) son tierra y 0.5 millas cuadradas (1.3 km²) de la misma (1.35% ) es agua.

## Demografía
Según la Oficina del Censo en 2000 los ingresos medios por hogar en la localidad eran de $31,952 y los ingresos medios por familia eran $36,926. Los hombres tenían unos ingresos medios de $32,875 frente a los $21,996 para las mujeres. La renta per cápita para la localidad era de $16,873. Alrededor del 10.8% de la población estaba por debajo del umbral de pobreza.